# Vallecillo, Guanajuato
Vallecillo är en ort i Mexiko.   Den ligger i kommunen Jerécuaro och delstaten Guanajuato, i den centrala delen av landet, 170 km nordväst om huvudstaden Mexico City. Vallecillo ligger 2 188 meter över havet och antalet invånare är 449.
Terrängen runt Vallecillo är varierad. Runt Vallecillo är det ganska tätbefolkat, med 78 invånare per kvadratkilometer. Närmaste större samhälle är Jerécuaro, 8,5 km sydost om Vallecillo. I omgivningarna runt Vallecillo växer huvudsakligen savannskog.